# Xã Carmel, Michigan
Xã Carmel (tiếng Anh: Carmel Township) là một xã thuộc quận Eaton, tiểu bang Michigan, Hoa Kỳ. Năm 2010, dân số của xã này là 2.855 người.